# Mylothris rueppellii
Mylothris rueppellii är en fjärilsart som först beskrevs av Koch 1865.  Mylothris rueppellii ingår i släktet Mylothris och familjen vitfjärilar. Inga underarter finns listade i Catalogue of Life.